# Аніта Таллауг
Аніта Таллауг (норв. Anita Thallaug; 14 лютого 1938, Берум — 20 березня 2023) — норвезька акторка та співачка.

## Біографія
Аніта Таллауг брала участь у мюзиклах, кіно та телепрограмах. Під ім’ям Весла Рольфсен у віці семи років вона виступала в театрі «Павук» в Осло.
Вона часто брала участь у дитячих програмах NRK 1950-х роках.
Таллауг була норвезькою учасницею на Євробаченні 1963 року, де вона зайняла 13-е місце (останнє). Вона була першою з чотирьох норвезьких учасниць, які не набрали очок у конкурсі.
Аніта Таллауг - молодша сестра оперної співачки Едіт Таллауг.

## Записи на Гран-прі Мелоді
| Рік  | Назва                                        | Місце у національному фіналі | Місце на Євробаченні |
| ---- | -------------------------------------------- | ---------------------------- | -------------------- |
| 1962 | Mormors spilledåse (Музична скринька бабусі) | 5                            |                      |
| 1962 | Våre skal dagene være (Дні будуть за нами)   | 4                            |                      |
| 1963 | Drømmekjolen (Плаття мрії)                   | 4                            |                      |
| 1963 | Adjø (До побачення)                          | 5                            |                      |
| 1963 | Solhverv (Сонцестояння)                      |                              | 13                   |
| 1966 | Ung og forelsket (Молодий і закоханий)       | 3                            |                      |
| 1966 | Vims (Метушлива людина)                      | 5                            |                      |

## Фільми
- 1990: Den spanske flue (Іспанська муха) (ТВ) пані Мейзел
- 1964: Klokker i måneskinn (Годинники при місячному світлі) Маннекенг, Керуючий справами
- 1962: Операція Løvsprett Søster Bitten
- 1957: Blondin i fara (Блондинка в небезпеці) (шведський фільм) Мона Мейс
- 1954: I moralens navn (Моральна репутація)